# Rebel Moon Part 2: The Scargiver
Rebel Moon Part 2: The Scargiver är enscience fiction-film som hade premiär på strömningstjänsten Netflix den 19 april 2024. Filmen är regisserad av Zack Snyder, som även skrivit manus tillsammans med Shay Hatten och Kurt Johnstad. Filmen är en fortsättning på Rebel Moon Part 1: A Child of Fire.

## Rollista (i urval)
- Sofia Boutella – Kora
- Djimon Hounsou – General Titus
- Ed Skrein – Balisarius
- Charlie Hunnam – Kai
- Michiel Huisman – Gunnar
- Cleopatra Coleman – Devra Bloodaxe
- Ray Fisher – Blood Axe
- Bae Doona – Nemesis
- Staz Nair – Tarak
- Anthony Hopkins – Jimmy (röst)
- Jena Malone – Harmada
- Cary Elwes